# Washptah
Washptah, noto anche come Isi (fl. XXV secolo a.C.), fu un importante visir egizio di Userkhau, sovrano egizio appartenente alla V dinastia.
, , 
| p | t | V28 | V4 | N37 | A52 |

ptḥ w3š - Washptah
Le notizie che possediamo sulla vita di Washptah provengono dalla sua tomba, di tipo  a mastaba, rinvenuta nella necropoli di Abusir.
Probabilmente cominciò la sua carriera durante il regno di Sahura e salì tutti i gradi all'interno dell'amministrazione reale fino ad essere nominato visir dal successore di Sahura. Tra i suoi incarichi vi fu anche l'organizzazione delle carovane inviate nei paesi confinanti per l'approvvigionamento di materie prime.
Supervisionò anche i lavori di costruzione della piramide del sovrano posta a nord di Saqqara.
Le iscrizioni della sua tomba riportano la circostanza di come Washptah sia morto, per un incidente, in presenza dello stesso sovrano. I fatti sono raccontati da Mernetjersetni, figlio del visir, che ricevette dal sovrano l'incarico di edificare la tomba del padre.
Dalle iscrizioni apprendiamo che durante una visita del re, accompagnato da tutta la corte, al cantiere di un nuovo monumento, detto bellezza di..., il visir cadde improvvisamente al suolo come fulminato. Userkhara fece immediatamente trasportare il malato nel suo palazzo e convocò i suoi medici ed i suoi sacerdoti chiedendo loro di salvare la vita al primo tra i suoi cortigiani. Il re ordinò anche di acquistare un cofano contenente papiri di sapienza medica ma tutto inutilmente, Washptah infine morì.
Afflitto dalla perdita del suo unico confidente Userkhara si ritirò in preghiera nei suoi appartamenti e poi dette l'ordine al figlio del visir di preparare la tomba del padre nei pressi della piramide di Sahura. Per decreto reale il corpo di Washptah fu racchiuso in un sarcofago di ebano, fatto mai accaduto prima a nessun nobile.
I blocchi di pietra su cui è riportata questa storia sono stati rimossi dalla mastaba e si trovano ora presso il Museo egizio del  Cairo